# Арти Абрамс
Арти Абрамс (рус. Artie Abrams) — персонаж американского музыкального телесериала «Хор». Персонаж, чью роль играет актёр Кевин Макхейл, впервые появился в пилотном эпизоде и был создан Райаном Мёрфи. Арти является парализованным ниже пояса гитаристом, членом школьного хора «Новые направления» в вымышленной средней школе МаКинли в Лайме, штат Огайо, где происходит действие сериала.

## Кастинг и создание

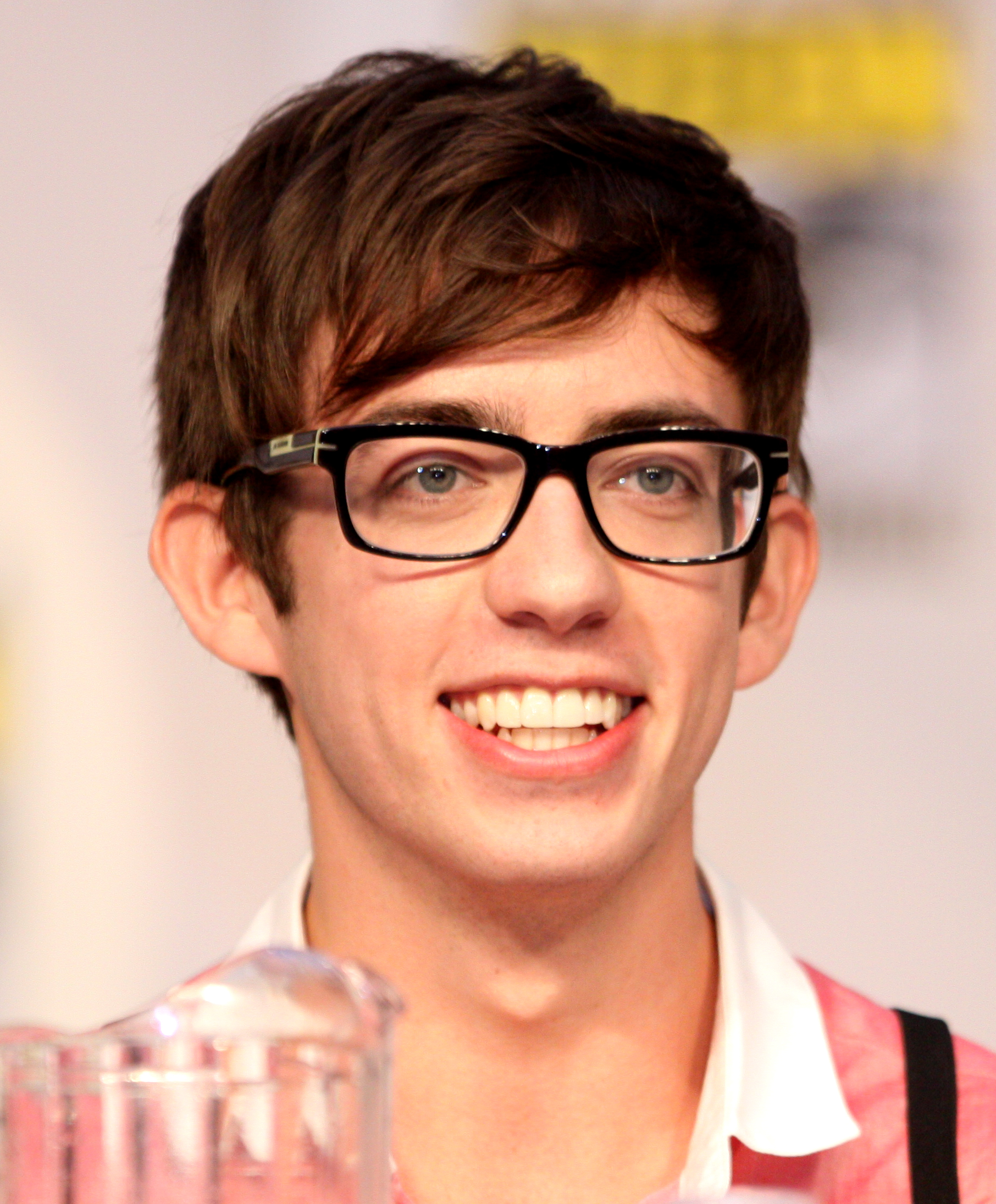
Кевин Макхейл специально для своего персонажа начал носить очки вместо контактных линз

Кевин Макхейл пришёл на кастинг телесериала «Хор» вместе со своей группой NLT, однако из четырёх человек роль досталась только ему, что Мёрфи объяснил нежеланием брать в сериал сразу несколько актёров одного типажа и вокального диапазона, так как шоу является разнонаправленным. Изначально на роль Арти Абрамса пробовался актёр Крис Колфер, но создатели сериала позже специально для него создали персонажа-гомосексуала Курта Хаммела. Получив роль, Макхейл обнаружил сложности с передвижением в инвалидном кресле; по его словам, приходилось постоянно сдерживать желание танцевать во время исполнения вокальных партий, наблюдая, как его коллеги исполняют танцевальные номера, а он порой вынужден просто стоять, использовать верхнюю часть торса или передвигаться в кресле в такт музыке. В 2010—2011 годах Макхейл принял участие в концертом туре актёрского состава сериала Glee Live! In Concert!, где предстал в образе Арти Абрамса и выступал в инвалидном кресле во время живых выступлений. В том же образе он принял участие в традиционном пасхальном катании яиц в Белом доме, куда хористы были приглашены Мишель Обамой в апреле 2010 года. За три сезона телесериала Макхейл смог станцевать лишь дважды: в эпизоде «Dream On», где он воображает, как танцует и поёт в торговом центре с толпой людей, и в эпизоде «Michael», где его герой вместе с другом Майком Чангом исполняет практически точную копию клипа Майкла и Джэнет Джексонов на песню «Scream». Он отметил, что был рад исполнить номер без инвалидного кресла, и на себе почувствовал, что приходится испытывать остальным актёрам, разучивая по 4-6 танцевальных номеров за серию. Как и его персонаж, Макхейл носит очки, однако до получения роли предпочитал контактные линзы, но на кастинг решил надеть очки для более подходящего эффекта «ботаника», после чего создатели шоу приняли решение добавить очки и персонажу Арти Абрамсу.
Макхейл описывает своего персонажа как «ботаника, который от всей души любит хоровой клуб». Он также считает, что Арти вызывает доверия больше, чем он сам, пояснив: «Я думаю, что он знает, кто он на самом деле, и его не волнует, что о нём думают». В сериале Арти близко общается со своей подругой Тиной Коэн-Чанг, в то время как и в жизни Макхейл дружит с актрисой Дженной Ашковиц, играющей Тину, а дружественный союз их персонажей называет словом «Артина», контаминацией имён Арти и Тина. Он также отметил, что отношения между ними похожи на отношениями между Кори и Топангой в телесериале канала ABC «Парень познаёт мир», и считает, что «они всегда будут вместе», несмотря на то, что со второго сезона Тина встречается с Майком Чангом, роль которого исполняет Гарри Шам-младший.

## Сюжетные линии

### Первый сезон
Арти впервые появляется в пилотном эпизоде сериала в качестве одного из первых участников хора, гитариста джазового ансамбля и объекта насмешек футболистов из-за его инвалидного кресла. В серии «Wheels» во время подготовки в отборочным, директор Фиггинс (Айкбал Теба) сообщает, что Арти не сможет воспользоваться школьным автобусом и вынужден добираться до места отборочных самостоятельно, так как автобусы не предназначены для перевозки инвалидов и не включают в себя специальный пандус. В том же эпизоде Арти поёт первую сольную песню — «Dancing With Myself», а остальные члены хора решают заработать денег с продажи выпечки и оплатить специальный автобус. Однако в конце Арти просит на собранные деньги оборудовать несколько пандусов для передвижения по школе и репетиционному залу других студентов с ограниченными возможностями, а на отборочные он доберётся с родителями. В то же время он начинает проявлять симпатию по отношению к Тине Коэн-Чанг (Дженна Ашковиц), которая заикается. Считая, что нашёл родственную душу, он рассказывает ей, что в восемь лет попал в автокатастрофу и с тех пор прикован к инвалидному креслу. Однако их отношения рушатся, когда Тина признаётся, что подделывала дефект речи чтобы не привлекать внимания. Позже, когда они мирятся, Арти делает несколько замечаний относительно её готического стиля одежды, как и остальная мужская часть хора, которые всячески выказывают неуважение девушкам. После серии «The Power of Madonna» он извиняется перед Тиной и они официально начинают встречаться. В попытке заработать репутацию «плохого парня», Арти вместе с Куртом (Крис Колфер), Бриттани (Хизер Моррис), Тиной и Мерседес (Эмбер Райли) поют в школьной библиотеке «U Can’t Touch This», так как нарушить тишину в библиотеке — серьёзный проступок. В итог их план терпит неудачу: библиотекарь одобряет их выступление и предлагает посетить церковь в воскресенье.
Когда Тина узнаёт, что мечта Арти — научиться танцевать, она пытается помочь ему научиться передвигаться при помощи костылей, однако это не возымело эффекта. Тина даёт ему несколько брошюр о исследованиях спинного мозга, уверяя, что его проблема может разрешиться, и в этом направлении ведутся медицинские исследования. Это воодушевляет Арти — он обращается к школьному методисту Эмме Пилсберри (Джейма Мейс), которая деликатно поясняет, что исследования — процесс долгие, а его травма серьёзна. Арти говорит Тине, что он никогда не может танцевать и предлагает ей выбрать другого партнёра по хору, и он исполняет песню «Dream a Little Dream of Me», в то время как Тина танцует с Майком Чангом (Гарри Шам-младший). Когда хор проигрывает на региональных и находится на грани закрытия, Арти признаётся, что клуб стал первым местом, где у него появились друзья и девушка.

## Отзывы

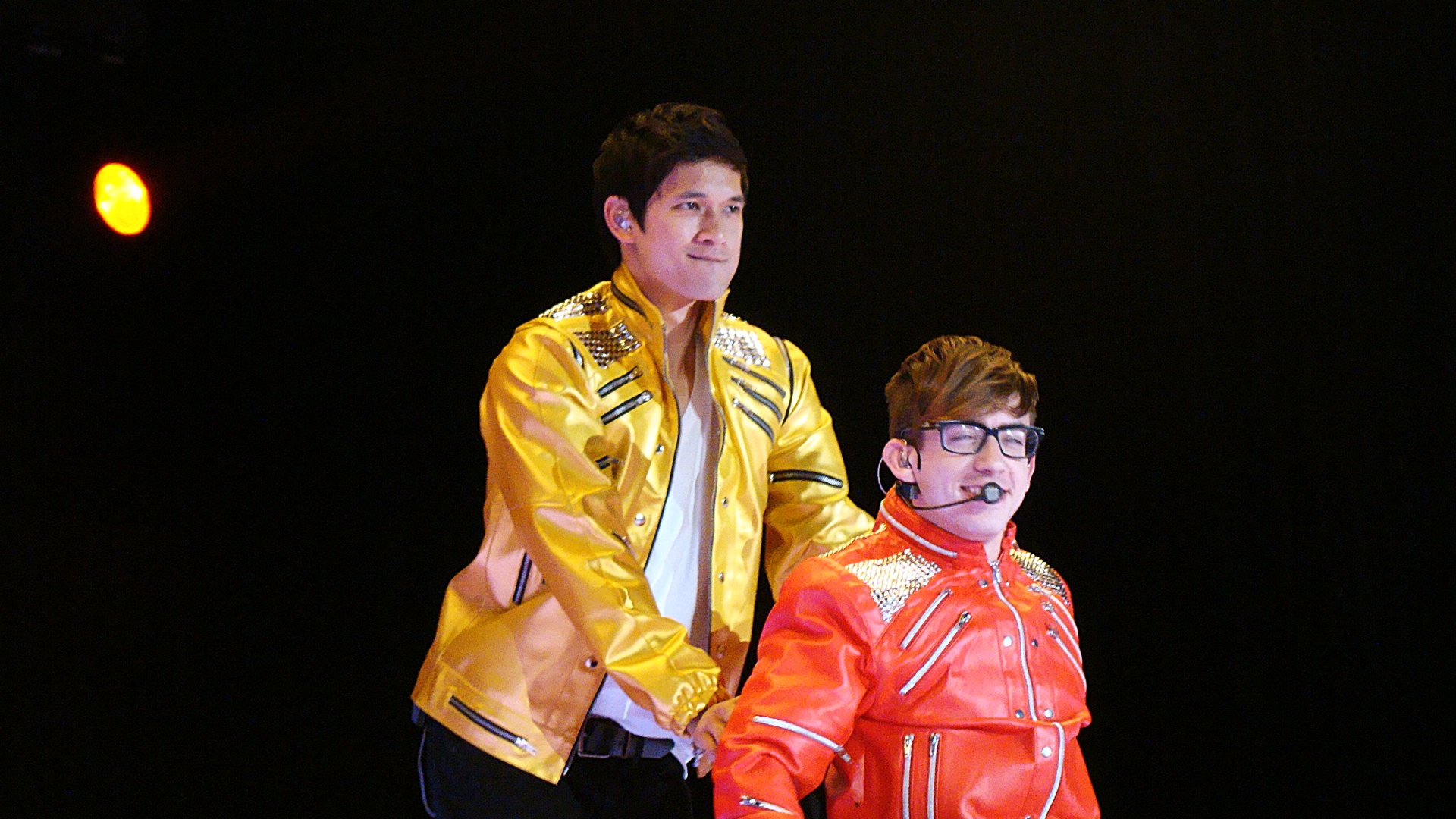
Кевин Макхейл и Гарри Шум-младший во время концертного тура Glee Live! In Concert!

Шоуна Малкольм из Los Angeles Times положительно оценила игру Макхейла и реализацию персонажа в эпизоде «Vitamin D», отметив, что прикованный к инвалидному креслу персонаж обычно находится на втором плане, в то время как в эпизоде создатели приняли решение сосредоточить внимание на нём, и не прогадали: «Вчера они решили уделить ему центральное внимание, и во время вокала в треке Ашера он показал себя круче, чем Ричи Самбора». Однако, после эпизода «Wheels», который также был сосредоточен на Абрамсе и его инвалидности, на шоу посыпался шквал критики, в частности, со стороны комитета исполнителей с ограниченными возможностями, по мнению которых избрание здорового актёра на роль ученика-инвалида недопустимо, на что Брэд Фелчак, один из создателей сериала, ответил, что несмотря на его понимание жалобы и разочарование защитников людей с ограниченными возможностями, Макхейл обладал талантом, харизмой, а также способностями актёра и певца, необходимыми для этой роли. Актёр Питер Митчелл, который после автокатастрофы в 18 лет лишился возможности ходить, назвал поднятую тему «очень щекотливой», и покритиковал создателей за то, что они отказались дать шанс пройти прослушивание на роль актёрам с ограниченными возможностями. Звезда телесериала «C.S.I.: Место преступления» Роберт Дэвид Холл прокомментировал: «Я думаю, они боялись судебных преследований и того, что актёр-инвалид может застопорить производство шоу, а зрители, смотря на него, чувствовали бы себя неловко». Сам Макхейл заявив, что рад играть персонажа в инвалидном кресле, «который при всём при этом может делать всё то же, что и остальные». По мнению Джеймса Понивозика, обозревателя журнала Time, эпизод «A Very Glee Christmas» стал лучшим среди тех, где внимание было сосредоточено на Арти, а игра Макхейла достойна «Эмми». Однако, по его словам, было изначально понятно, что устройство ReWalk, продемонстрированное в эпизоде, не поднимет Арти с инвалидного кресла и не даст ему возможность танцевать ввиду особенностей сериальных вселенных, но факт того, что Бриттани в Рождество захотела увидеть Арти на ногах — не что иное, как «счастливый конец».